# Walter Phillips
Walter Polk Phillips (* 14. Juni 1846 in Grafton, Massachusetts; † 31. Januar 1920 in Vineyard Haven, Massachusetts) war ein US‑amerikanischer Journalist und Telegraphist.
Bekannt ist er vor allem durch den von ihm entwickelten Phillips Code. Dabei handelt es sich um eine Liste von Abkürzungen, die im Telegraphenverkehr des späten 19. und frühen 20. Jahrhunderts verwendet wurde, um Zeit und Kosten zu sparen.

## Leben
Als er geboren wurde, war sein Vater, Andrew Smith Phillips, 22 Jahre alt und seine Mutter, Roxanna Minerva Drake, 18 Jahre. Am 13. April 1866 heiratete er Francena Adelaide Capron in Providence, der Hauptstadt von Rhode Island. Sie wurden Eltern von mindestens drei Söhnen.
Walter Phillips wohnte 1880 in Washington, D.C., und danach ungefähr zehn Jahre lang in Bridgeport (Connecticut). Er wurde 73 Jahre alt und auf dem Swan Point Cemetery in Providence beigesetzt.